# Protestas en Sicilia de enero de 2012
Las protestas en Sicilia de enero 2012  son una serie de movilizaciones civiles que causaron un bloqueo de la economía siciliana entre el 16 y el 20 de enero de 2012.

## Orígenes, razones y reclamos
El bloqueo se origina a partir de las protestas de los camioneros, pescadores, agricultores y ganaderos debidas al incremento agudo en Sicilia de los precios de la gasolina.
Con el precio del combustible aumentado en un 40% respecto al año anterior, las protestas han tenido rápidamente el respaldo de los operadores de otros sectores de la economía siciliana, que ha implicado una parte importante de la población de la isla, incluyendo los comerciantes, los estudiantes, y los trabajadores desempleados.
Este evento es por lo general relacionado con la crisis de la deuda soberana europea y la crisis económica de 2008-2012, pero la gota que derramó el vaso y precipitó las huelgas que llevaron al bloqueo, y ha obtenido su apoyo desde varios grupos de ciudadanos, fue el aumento de los costos del combustible en las semanas inmediatamente anteriores, determinado por el gobierno tecnocrático del primer ministro italiano, Mario Monti.

## Los organizadores
Fuerza de choque (en italiano Comitato Forza d'Urto) es el nombre del grupo político que organizó la Operación Vísperas Sicilianas, que bloqueó por cinco días las principales carreteras y puertos de Sicilia, y por lo tanto ha paralizado su economía en enero de 2012.
Bajo el paraguas de la organizaciones sin fines de lucro Fuerza de choque son representados otras asociaciones, como el Movimiento de las Horcas (en italiano Movimento de Forconi), una asociación de agricultores, pastores y agricultores, o la Asociación de Empresas de Transporte de Sicilia (AIAS), una asociación que representa a los conductores de camiones y las pequeñas empresas del sector logístico, pero desde la manzana del primer día estas asociaciones han recibido un importante apoyo de los trabajadores y los pequeños empresarios de otros sectores, tales como la industria pesquera, la construcción, así como de muchos estudiantes sicilianos.
Los miembros de organizaciones de la extrema derecha y la extrema izquierda se unieron a las huelgas y la protestas.

## La Operación Vísperas sicilianas y el bloque de Sicilia
A partir del 16 de enero, el Movimiento de las Horcas apoyó la operación Vísperas sicilianas que llevó a la paralización de las actividades económicas en Sicilia. En particular, la ciudad de Catania ha visto bloqueos de carreteras, se ha quedado sin gasolina, la falta de productos perecederos en los supermercados y de los periódicos en los quioscos de prensa. El nombre se refiere a las Vísperas Sicilianas, la victoriosa rebelión del  siglo XIII contra de la dominación de los Anjou.
El bloqueo comenzó el 16 de enero, cuando las carreteras, autopistas y puertos más importantes de Sicilia han sido bloqueadas. Las refinerías de Sicilia, que producen el 42% de la producción italiana de combustible eran un objetivo estratégico para los manifestantes. En pocos días en la isla comenzaron a registrarse escasez de combustible.
Los métodos utilizados para implementar este bloqueo son controvertidos. De acuerdo a los adherentes del movimiento, se habría producido un apoyo y una adhesión espontánea de la población.
El 19 de enero, una delegación de manifestantes encabezados por el presidente de la AIAS, Giuseppe Richichi, se encontró con el jefe del gobierno siciliano, Raffaele Lombardo, quien dijo: "Espero que el bloqueo se retire. Esta iniciativa comenzó a crear problemas graves para la población. Estamos de acuerdo con las razones de la protesta, pero no con la degeneración".
El 20 de enero, varios eventos en Palermo, Gela, Agrigento y otras ciudades sicilianas tuvieron como protagonistas a los agricultores, transportistas, comerciantes y estudiantes, que se unieron a la protesta por solidaridad. En Palermo, algunos estudiantes quemaron una bandera tricolor: "Es un símbolo del Estado italiano, que con sus maniobras financieras de lágrimas y sangre, y con el aumento exponencial de los impuestos y el costo de vida, está reduciendo la población a la pobreza, haciendo todavía enriquecerse más a los sospechosos de siempre". En Gela el alcalde Angelo Fasulo del Partido Democrático obligó a todas las empresas a cerrar durante el evento desde la 09 a. m. a la 12:30p.m.. La orden fue emitida "por un sentido de solidaridad y para evitar graves problemas de orden público y seguridad".
La AIAS suspendió la huelga después del cuarto día, el 21 de enero, en acuerdo con la ley italiana, pero el Movimiento de las Horcas y Fuerza de Choque decidieron a seguir indefinidamente.
Se reportaron en los días siguientes bloqueos de carreteras fuera de Sicilia, en la cercana Calabria, y cerca de Pescara.
El bloqueo está teniendo un impacto negativo en la economía de la cercana Malta.

## Accidentes
- El 17 de enero cerca de Lentini un manifestante resultó levemente herido en la cara por un vendedor ambulante que había tratado de evitar la larga fila de camionetas y camiones.
- El 19 de enero, cerca de Catenanuova, uno de los manifestantes se quedó con un pie atrapado bajo las ruedas de un camión que había tratado de romper el bloqueo.
- El 24 de enero, en Asti, durante el bloqueo del movimiento de las Horcas, un camionero atropelló a un manifestante que participaba en el bloqueo, matándolo instantáneamente.